# NGC 201
NGC 201 je galaksija u zviježđu Kit.

## Vanjske poveznice
- SEDS: NGC 0201